# Wendy Benson
Wendy Benson (Nova York, 8 de juliol de 1971) és una actriu estatunidenca.

## Biografia
Va fer el paper de Julie Harris en la pel·lícula biogràfica James Dean (2001). Ha estat convidada en moltes sèries de televisió, incloent Arabesc, X-Files, Charmed, JAG, Ugly Betty, According to Jim, Ghost Whisperer, CSI: Miami, Desperate Housewives i Mad Men.
Benson va néixer a la ciutat de Nova York, filla del fotògraf escocès Harry Benson.
Wendy Benson es va casar l'any 2000 amb l'actor Michael Landes. La parella té dos fills

## Filmografia

### Cinema
- 1997: El senyor dels desitjos (Wishmaster): Shannon Amberson
- 2010: Burlesque: Marla

### Televisió
- 1992-1993: Les Ales del destí (sèrie de televisió, 6 episodis): Taylor
- 1993: Beverly Hills 90210 (sèrie de televisió, temporada 4 episodis 1 i 2): Darla Hansen
- 1993: Generació música (sèrie de televisió, temporada 2 episodi 13): Katie Stone
- 1995: Arabesc (sèrie de televisió, temporada 12 episodi 2): Gina Sherman
- 1996: X-Files (sèrie de televisió, temporada 3 episodi: Margi Kleinjan
- 1997: Clueless (sèrie de televisió, temporada 2 episodi 7): Tiffany
- 1999: Charmed (sèrie de televisió, temporada 1 episodi 22): Joanne Hertz
- 2001: Era una vegada James Dean (telefilm): Julie Harris
- 2002: JAG (sèrie de televisió, temporada 8 episodi 5): Jeannine Zuzello
- 2007: Ugly Betty (sèrie de televisió, temporada 2 episodis 9 i 11): Veronica
- 2009: According to Jim (sèrie de televisió, temporada 8 episodi 14): Meredith
- 2009: Ghost Whisperer (sèrie de televisió, temporada 5 episodi 10): Bonnie Olmstead
- 2011: Els Experts: Miami (sèrie de televisió, temporada 9 episodi 14): Cindy Hawkins
- 2010-2011: Desperate Housewives (sèrie de televisió, 4 episodis): Colleen Henderson
- 2012: Castle (sèrie de televisió, temporada 4 episodi 11): Amy Kemp
- 2013: The New Normal (sèrie de televisió, temporada 1 episodi 13): Courtney
- 2013: Touch (sèrie de televisió, temporada 2 episodis 2 i 5): Beth Friedman
- 2013: Mad Men (sèrie de televisió, temporada 6 episodi 2): Cathy